# Вальбуена-де-Пісуерга
Вальбуена-де-Пісуерга (ісп. Valbuena de Pisuerga) — муніципалітет в Іспанії, у складі автономної спільноти Кастилія-і-Леон, у провінції Паленсія. Населення — 60 осіб (2010).
Муніципалітет розташований на відстані близько 200 км на північ від Мадрида, 28 км на північний схід від Паленсії.
На території муніципалітету розташовані такі населені пункти: (дані про населення за 2010 рік)
- Сан-Себріан-де-Буена-Мадре: 0 осіб
- Вальбуена-де-Пісуерга: 60 осіб

## Демографія
Динаміка населення (INE ):